# 皮耶韦佩拉戈
皮耶韦佩拉戈（義大利語：Pievepelago），是意大利摩德纳省的一个市镇。总面积76平方公里，人口2335人，人口密度30.7人/平方公里（2009年）。ISTAT代码为036031。